# Brachionidae
Famille
les Brachionidae constituent une famille de rotifères de l'ordre des Ploima.

## Liste des genres
| Selon World Register of Marine Species (9 mars 2016) : - genre Anuraeopsis Lauterborn, 1900 -- 1 espèce - genre Brachionus Pallas, 1766 -- 12 espèces - genre Kellicottia Ahlstrom, 1938 -- 2 espèces - genre Keratella Bory de St. Vincent, 1822 -- 9 espèces - genre Notholca Gosse, 1886 -- 11 espèces - genre Platyias Harring, 1913 -- 1 espèce | Selon ITIS (9 mars 2016) : - genre Anuraeopsis Lauterborn, 1900 - genre Brachionus Pallas, 1766 - genre Kellicottia Ahlstrom, 1938 - genre Keratella Bory de St. Vincent, 1822 - genre Notholca Gosse, 1886 - genre Plationus Segers, Murugan & Dumont, 1993 - genre Platyias Harring, 1913 |

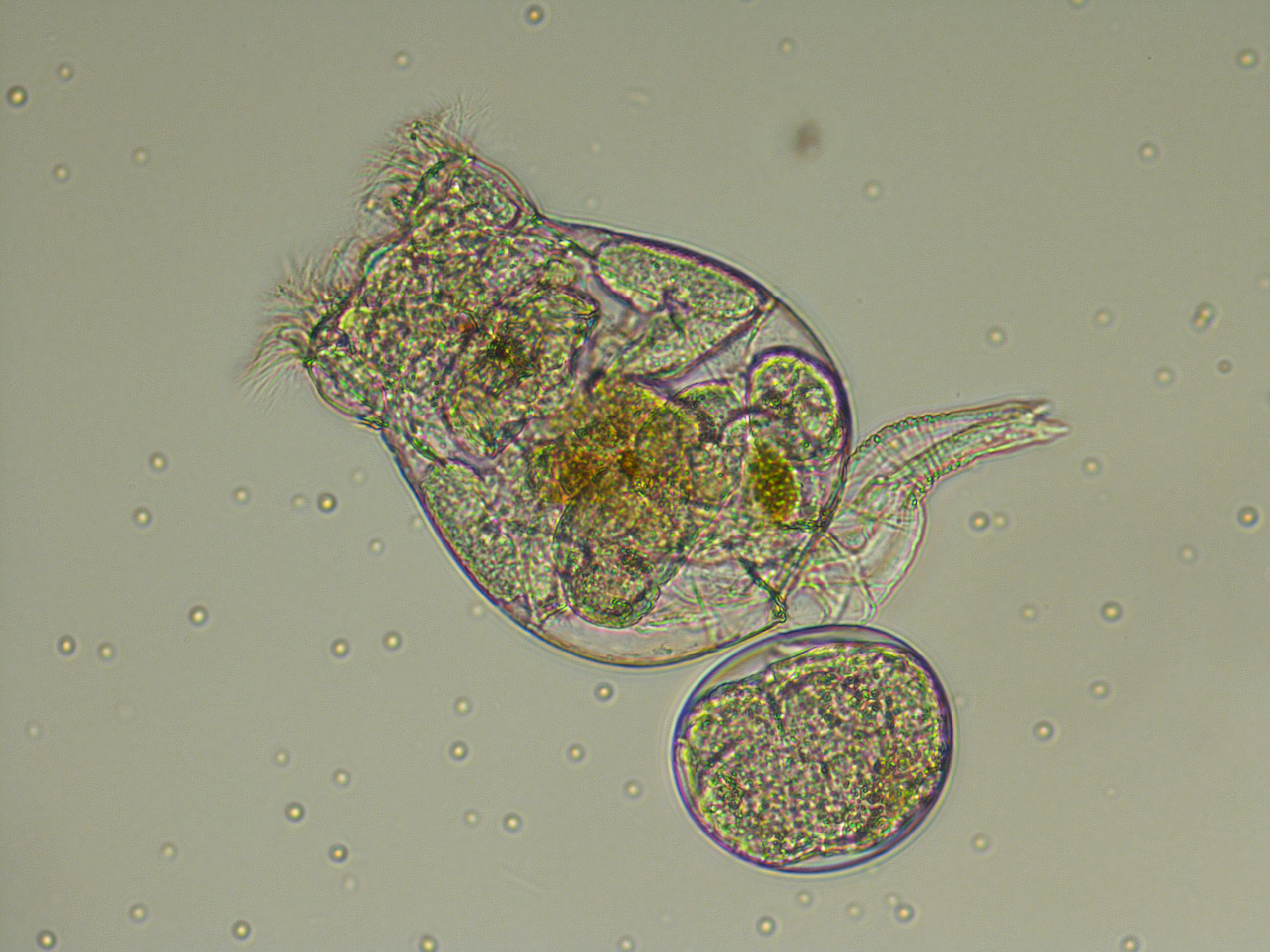
Brachionus plicatilis
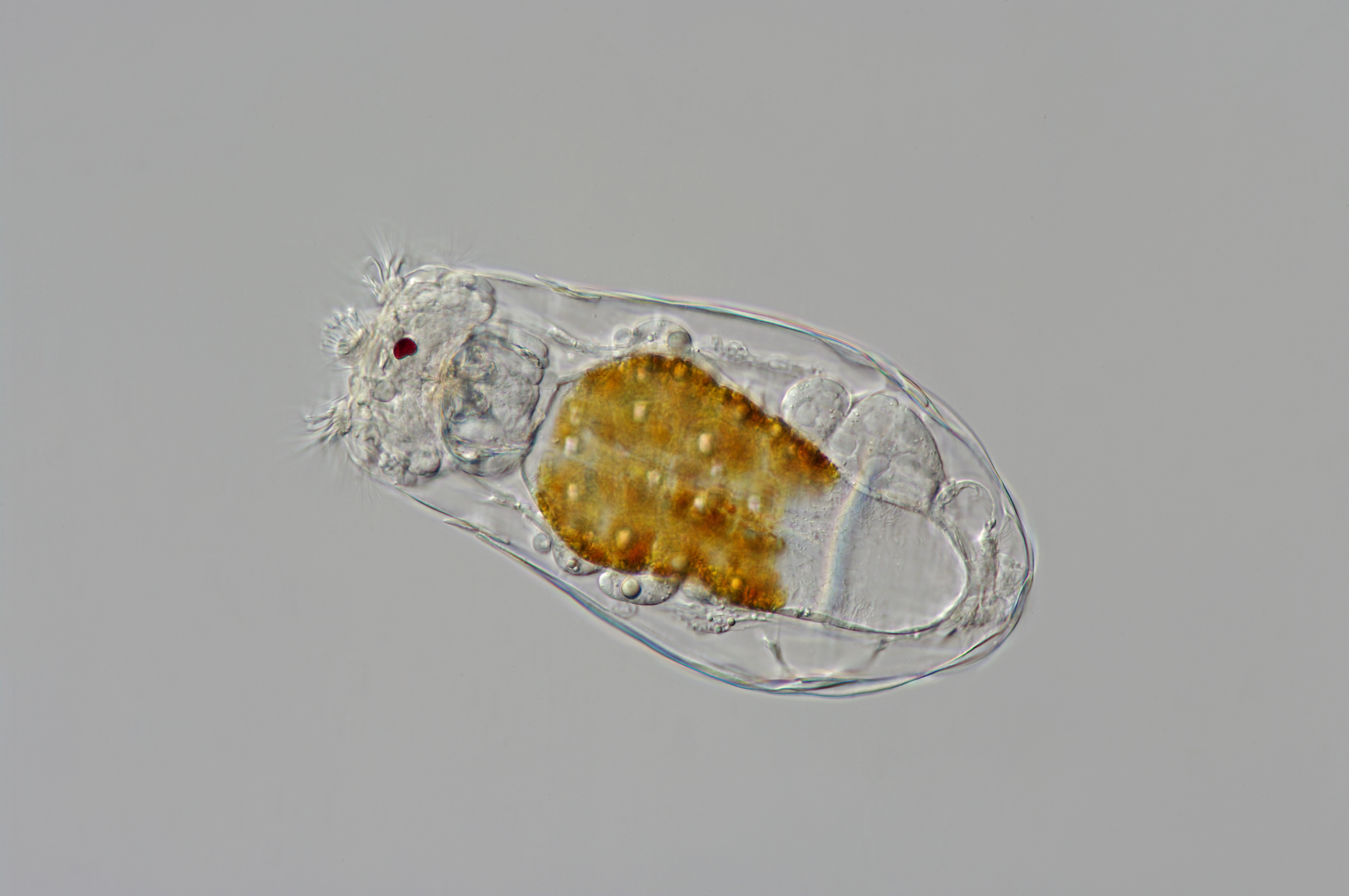
Notholca sp.